# Храм Ананты Васудевы

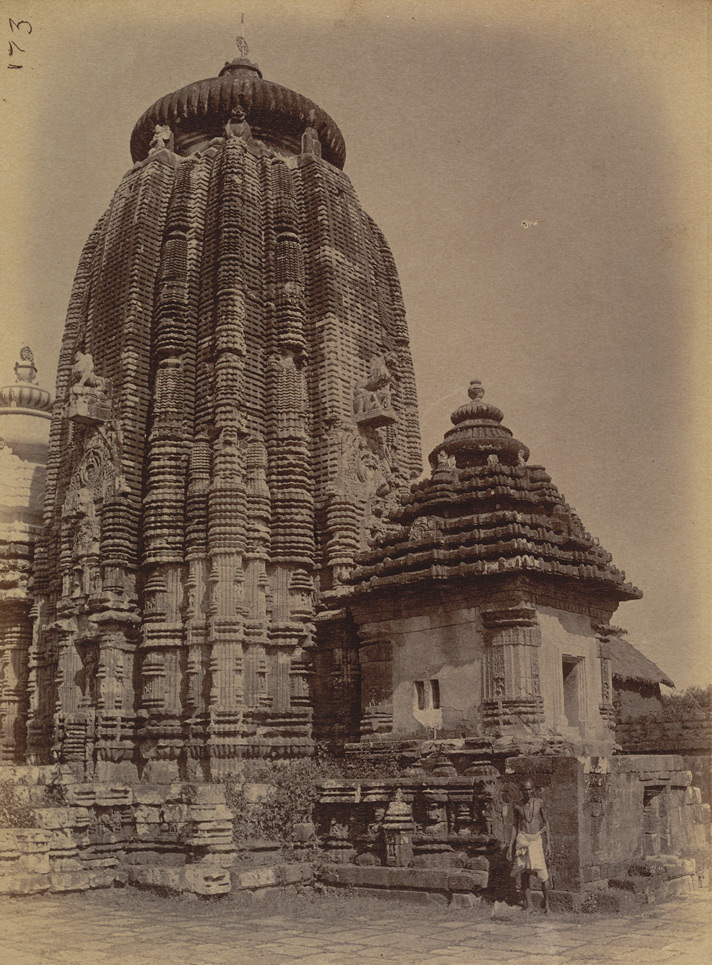
Храм Ананты Васудевы в 1869 году.

Храм Ананты Васудевы (англ. Ananta Vasudeva Temple) — индуистский вайшнавский храм в городе Бхубанешвар (штат Орисса, Индия). Храм был построен в XIII веке. В нём поклоняются божествам Кришны, Баладевы и Субхадры. В отличие от известного храма Джаганнатхи в Пури, мурти в этом храме изваяны не из дерева, а из чёрного гранита. Из-за этого храма город Бхубанешвар называют «Чакра-кшетра», тогда как Пури именуется «Шанкха-кшетра».